# امیرآباد (ملارد)
امیرآباد، روستایی از توابع شهرستان ملارد و بخش صفادشت در استان تهران ایران است. شغل اکثریت املاک، مصالح ساختمانی ،کارگر‌کارخانه
ریاست شورا : آقای بهرام خانجانی  
دهیار : آقای حمید اردوخانی

## جمعیت
این روستا در دهستان بی‌بی سکینه قرار دارد و براساس سرشماری مرکز آمار ایران در سال ۱۳۹۵، جمعیت آن ۵٬۲۲۱ نفر (۱٬۴۵۸ خانوار) بوده‌است.